# Teucholabis (Teucholabis) iriomotensis
Teucholabis (Teucholabis) iriomotensis is een tweevleugelige uit de familie steltmuggen (Limoniidae). De soort komt voor in het Oriëntaals gebied.